# Ctenophthalmus aprojectus
Ctenophthalmus aprojectus är en loppart som beskrevs av Li Kueichen 1979. Ctenophthalmus aprojectus ingår i släktet Ctenophthalmus och familjen mullvadsloppor. Inga underarter finns listade i Catalogue of Life.